# Hugo van den Eynde
Hugo van den Eynde est un homme d'État et pensionnaire de Delft néerlandais, né en 1488 à Delft, où il meurt vers 1566. Il est remplacé dans cette position par son fils Jacob van den Eynde,.
Van den Eynde naît à Delft. Son père, Jacob Dircksz. van den Eynde, est conseiller municipal de Delft. Il épouse Lysbeth Jansdochter van der Sluys (ou van Zijl), également connue sous le nom d'Elisabeth van der Sluys, la fille d'un échevin de Rotterdam. Ils auront plusieurs enfants, dont Jacob van den Eynde.
Le 20 avril 1520, Van den Eynde est reçu comme avocat par la Cour fédérale de Hollande. Peu de temps après il retourne à son Delft natal, où il devient secrétaire. En 1526 il succède à Aert van der Goes comme pensionnaire de Delft, poste qu'il occupe jusqu'en 1552. De 1544 à 1552 il agit comme pensionnaire avec l'aide de son fils Jacob,.
Son fils Jacob devient plus tard Grand-pensionnaire de Hollande, le plus haut fonctionnaire du comté de Hollande,. Son petit-fils est Jonkheer Jacob van den Eynde, gouverneur de Woerden,,, père du poète Jacobus Eyndius (ou Jacob van den Eynde III), seigneur de Haamstede et capitaine sous Maurice, prince d'Orange,,,,.